# Giải bóng đá vô địch quốc gia Palau 2006
Giải bóng đá vô địch quốc gia Palau 2006 hay Palau Soccer League 2006 là mùa giải thứ ba của giải đấu bóng đá ở Palau. Surangel and Sons Company giành chức vô địch đầu tiên.